# Elecciones generales de las Islas Feroe de 1916
Elecciones generales tuvieron lugar en el sur de las Islas Feroe el 28 de febrero de 1916. El Partido Unionista obtuvo más escaños que el Partido del Autogobierno a pesar de haber obtenido menos que este último.

## Resultados
| Partido                   | Votos | %     | Escaños | +/–   |
| ------------------------- | ----- | ----- | ------- | ----- |
| Partido Unionista         | 397   | 37,88 | 10      | -2    |
| Partido del Autogobierno  | 542   | 51,72 | 9       | +1    |
| Independientes            | 109   | 10,40 | 1       | Nuevo |
| Total                     | 1 048 | 100   | 20      | 0     |
| Fuente: Election Passport |       |       |         |       |